# Conde de Ega

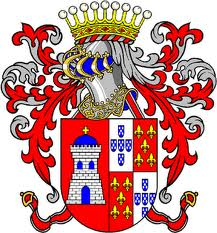
Armas dos Condes de Ega

O título de Conde de Ega foi criado por carta de 25 de Fevereiro de 1758 do rei D. José I de Portugal a favor de Manuel de Saldanha de Albuquerque e Castro (1712-1771).

## Titulares
1. Manuel de Saldanha de Albuquerque e Castro, 1º conde de Ega
2. Aires José Maria de Saldanha Albuquerque Coutinho Matos e Noronha, 2º conde de Ega
3. Manuel de Saldanha Albuquerque Coutinho Matos e Noronha, 3º conde da Ega
4. Antão José Joaquim de Saldanha de Albuquerque Coutinho Matos e Noronha, 4º conde de Ega